# Stožec (berg)
Stožec är ett berg i Tjeckien.   Det ligger i regionen Södra Böhmen, i den sydvästra delen av landet, 140 km söder om huvudstaden Prag. Toppen på Stožec är 1 065 meter över havet, eller 245 meter över den omgivande terrängen. Bredden vid basen är 2,6 km.
Terrängen runt Stožec är huvudsakligen lite kuperad.Runt Stožec är det mycket glesbefolkat, med 2 invånare per kvadratkilometer. Närmaste större samhälle är Volary, 5,3 km nordost om Stožec. I omgivningarna runt Stožec växer i huvudsak blandskog.